# Ga Tân Ô Nhật
Ga Tân Ô Nhật (tiếng Trung: 新烏日; bính âm: Xīnwūrì; nghĩa đen 'Ô Nhật Mới') là một nhà ga ở Đài Trung, Đài Loan phục vụ bởi Cục Đường sắt Đài Loan. Nó được kết nối với ga đường sắt cao tốc Đài Trung.

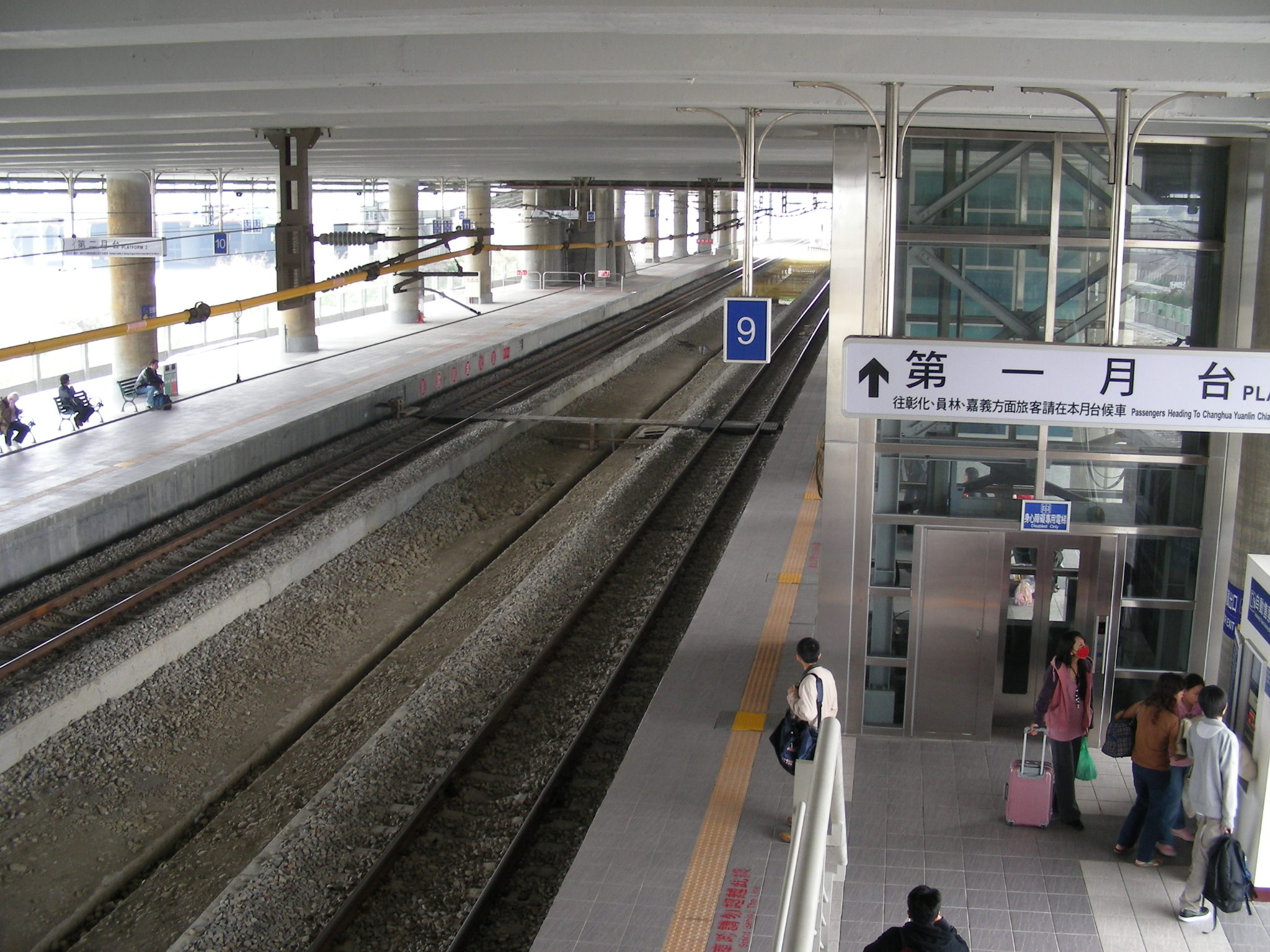
Sân ga Tân Ô Nhật
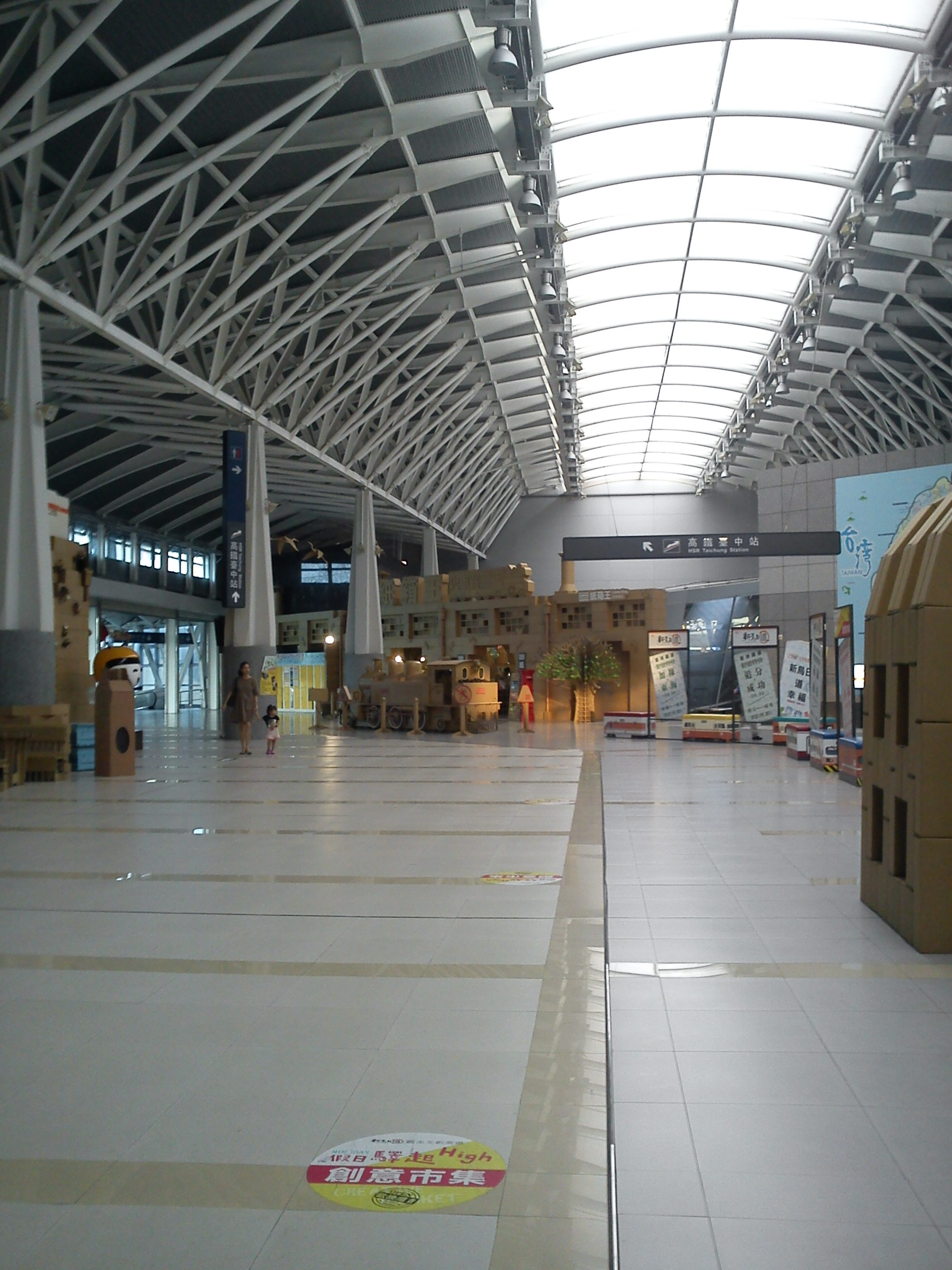
Hội trường nhà ga Tân Ô Nhật

## Liên kết
- Ga Tân Ô Nhật (Chinese)